# Odette Josylla
Odette Josylla, née Odette Claire Laumonier le 11 avril 1903 à Bordeaux et morte à Vichy le 20 décembre 1993, est une actrice française.

## Filmographie
- 1921 : L'Assommoir de Maurice de Marsan et Charles Maudru
- 1923 : L'Énigme du Mont Agel d'Alfred Machin et Henry Wulschleger
- 1929 : Le Capitaine Fracasse d'Alberto Cavalcanti : Zerbine
- 1930 : Chacun sa chance de Hans Steinhoff et René Pujol : Colette
- 1932 : Le Champion du régiment de Henry Wulschleger : La midinette